# Ixora fragrans
Ixora fragrans är en måreväxtart som först beskrevs av William Jackson Hooker och George Arnott Walker Arnott, och fick sitt nu gällande namn av Asa Gray. Ixora fragrans ingår i släktet Ixora och familjen måreväxter. Inga underarter finns listade i Catalogue of Life.